# Arthur Ashe
Arthur Robert Ashe, Jr. (Richmond, 10 luglio 1943 – New York, 6 febbraio 1993) è stato un tennista statunitense.
Vincitore di tre tornei dello Slam, tra cui il torneo di Wimbledon nel 1975, Ashe è anche ricordato per il suo grande contributo per il volontariato e l'aiuto dei bisognosi.

## Biografia
Durante la giovinezza era basso e poco coordinato. Ma da quando iniziò a frequentare la scuola si diede alla pratica di varie discipline sportive, tra le quali il tennis, la pallacanestro e il football americano. Nel tennis vinse il titolo statale, mentre nel football aiutò la sua squadra ad arrivare al titolo cittadino, giocando come Wide receiver.
Ashe iniziò ad attirare l'attenzione degli appassionati di tennis dopo che vinse un premio tennistico a UCLA nel 1963; nello stesso anno divenne il primo afroamericano ad essere selezionato per giocare nella squadra statunitense in Coppa Davis.
Nel 1965 Ashe vinse il titolo individuale NCAA e diede un importante contributo alla vittoria di UCLA del titolo a squadre NCAA. Con questa carriera universitaria costellata di successi, Ashe ascese facilmente ad essere considerato uno dei migliori giocatori dell'intero panorama mondiale, grazie anche al suo passaggio tra i professionisti nel 1969.
A partire dal 1969 era opinione comune che Ashe fosse il miglior giocatore maschile statunitense. Egli vinse il primo Us Open dell'era open e aiutò gli Stati Uniti a vincere nello stesso anno la Coppa Davis. Dato che il tennis pro non stava ricevendo una importanza mediatica commensurabile alla crescente popolarità dello sport in generale, Ashe fu una delle figure chiave nella fondazione dell'Association of Tennis Professionals (ATP).
In questo anno Ashe dovette superare un'altra prova, quando gli fu impedito dal governo di Johannesburg di giocare gli Open organizzati in Sudafrica. Ashe decise di usare questo caso internazionale per avviare una campagna di denuncia nei confronti dell'Apartheid arrivando a chiedere l'espulsione della federazione sudafricana dal circuito tennistico professionale. L'anno successivo aggiunse, nel frattempo, al suo palmarès un secondo titolo del Grande Slam, l'Australian Open.
Nel 1975, dopo alcuni anni di risultati di non altissimo livello, Ashe giocò la migliore stagione della sua carriera, vincendo il torneo più prestigioso del mondo, Wimbledon, sconfiggendo inaspettatamente in finale Jimmy Connors.
Rimane anche attualmente il solo giocatore nero ad aver vinto il singolare maschile a Wimbledon, all'US Open o all'Australian Open, e uno dei due tennisti neri ad aver vinto un torneo singolare maschile del Grande Slam insieme a Yannick Noah che vinse il Roland Garros nel 1983.
Ashe giocò per altri anni, ma, dopo essere stato colpito da un infarto nel 1979, si ritirò nel 1980. Dopo il suo ritiro Ashe assunse tanti altri compiti come scrivere per il Time, fare il commentatore per la ABC Sport, fondare la National Junior Tennis League ed essere il capitano della squadra statunitense di Coppa Davis. Nel 1983 Ashe subì un secondo attacco di cuore. Senza la sorpresa di nessuno nel 1985 fu nominato nella Tennis Hall of Fame.
La vita di Ashe subì una svolta tragica nel 1988 quando scoprì di aver contratto il virus HIV durante una trasfusione di sangue subita durante una delle due operazioni che subì al cuore. Lui e sua moglie mantennero segreta la notizia della malattia sino all'8 aprile 1992, quando USA Today riportò la notizia del suo grave stato di salute.
Negli ultimi anni della sua vita Ashe prestò molta attenzione alla diffusione dell'AIDS nel mondo. Due mesi prima di morire fondò la Arthur Ashe Institute for Urban Health per aiutare le persone dotate di un'assicurazione medica insufficiente alla propria salute; questa fondazione fece sì che Ashe fosse nominato sportivo dell'anno dal magazine di Sports Illustrated. Spese anche buona parte dei suoi ultimi anni nello scrivere le sue memorie, Days of Grace, finendo il manoscritto soltanto una settimana prima della sua morte.
Ashe morì per le complicazioni insorte in seguito all'AIDS il 6 febbraio 1993.

## Omaggi e riconoscimenti
- A Flushing Meadows, dove si giocano gli US Open, il campo centrale è stato intitolato alla sua memoria.
- Nella sua autobiografia pubblicata nel 1979 Jack Kramer ha inserito Ashe al ventunesimo posto della classifica dei migliori tennisti di tutti i tempi.
- Nell'episodio 11 della serie tv Boris (in cui v'è un regista appassionato di tennis), il cortometraggio La formica rossa è dedicato ad Arthur Ashe.

## Statistiche

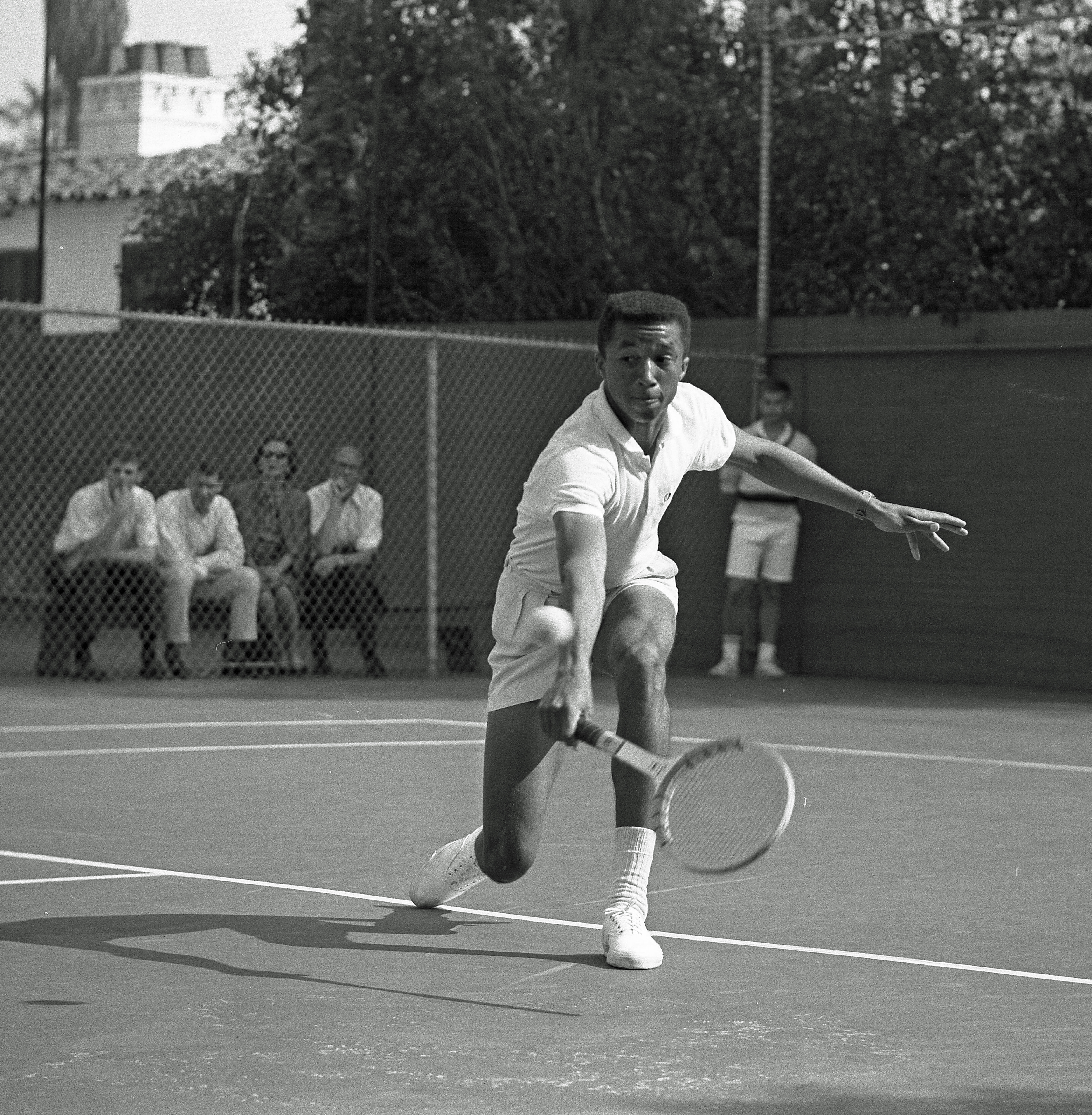
Ashe (1964)

### Tornei dello Slam

#### Risultati in progressione nei tornei dello Slam
| V | F | SF | QF | #T | RR | Q# | A | ND |

(V) Torneo vinto; raggiunto (F) finale, (SF) semifinale, (QF) quarti di finale, (#T) turni 4, 3, 2, 1; (RR) round - robin; (Q#) Turno di qualificazione; (A) assente dal torneo; (ND) torneo non disputato.
| Torneo             | 1959 | 1960 | 1961 | 1962 | 1963 | 1964 | 1965 | 1966 | 1967 | 1968 | 1969 | 1970 | 1971 | 1972 | 1973 | 1974 | 1975 | 1976 | 1977 | 1978 | 1979 | Titoli | V-S    |
| Grande Slam        |      |      |      |      |      |      |      |      |      |      |      |      |      |      |      |      |      |      |      |      |      |        |        |
| Australian Open    | A    | A    | A    | A    | A    | A    | A    | F    | F    | A    | A    | V    | F    | A    | A    | A    | A    | A    | QF   | SF   | A    | 1 / 6  | 25-5   |
| Roland Garros      | A    | A    | A    | A    | A    | A    | A    | A    | A    | A    | 4T   | QF   | QF   | A    | 4T   | 4T   | A    | 4T   | A    | 4T   | 3T   | 0 / 7  | 58-8   |
| Wimbledon          | A    | A    | A    | A    | 3T   | 4T   | 4T   | A    | A    | SF   | SF   | 4T   | 3T   | A    | A    | 3T   | V    | 4T   | A    | 1T   | 1T   | 1 / 12 | 35-11  |
| US Open            | 1T   | 2T   | 2T   | 2T   | 3T   | 4T   | SF   | 3T   | A    | V    | SF   | QF   | SF   | F    | 3T   | QF   | 4T   | 2T   | A    | 4T   | A    | 1 / 18 | 53-17  |
| Titoli             | 0    | 0    | 0    | 0    | 0    | 0    | 0    | 0    | 0    | 1    | 0    | 1    | 0    | 0    | 0    | 0    | 1    | 0    | 0    | 0    | 0    | 3 / 43 | N/A    |
| Vittorie-Sconfitte | 0-1  | 1-1  | 1-1  | 1-1  | 4-2  | 6-2  | 8-2  | 9-2  | 6-1  | 12-1 | 13-3 | 17-3 | 18-4 | 6-1  | 5-2  | 4-1  | 10-1 | 5-2  | 4-1  | 11-4 | 3-2  | N/A    | 171-41 |

#### Vittorie (3)
| Numero | Data             | Torneo                      | Superficie | Avversario in finale | Punteggio                 |
| 1.     | 8 settembre 1968 | US Open, New York           | Erba       | Tom Okker            | 14–12, 5–7, 6–3, 3–6, 6–3 |
| 2.     | 27 gennaio 1970  | Australian Open, Sydney     | Erba       | Dick Crealy          | 6–4, 9–7, 6–2             |
| 3.     | 5 luglio 1975    | Torneo di Wimbledon, Londra | Erba       | Jimmy Connors        | 6–1, 6–1, 5–7, 6–4        |

#### Sconfitte (4)
| Numero | Data              | Torneo                  | Superficie | Avversario in finale | Punteggio               |
| 1.     | 31 gennaio 1966   | Australian Open, Sydney | Erba       | Roy Emerson          | 6–4, 6–8, 6–2, 6–3      |
| 2.     | 30 gennaio 1967   | Australian Open, Sydney | Erba       | Roy Emerson          | 6–4, 6–1, 6–4           |
| 3.     | 14 marzo 1971     | Australian Open, Sydney | Erba       | Ken Rosewall         | 6–1, 7–5, 6–3           |
| 4.     | 10 settembre 1972 | US Open                 | Erba       | Ilie Năstase         | 3–6, 6–3, 6–7, 6–4, 6–3 |